# Метачен (Нью-Джерси)
Мета́чен (англ. Metuchen) — город (боро) в округе Мидлсекс штата Нью-Джерси, США.

## История
Город был выделен в 1900 году из состава тауншипа Раритан (современное название — Эдисон), территория которого окружает Метачен со всех сторон.
Упоминается в документах с 1680-х годов, когда территория города входила в состав тауншипа Вудбридж. Название происходит от Metouchin, имени одного из индейских вождей клана Раритан из племени Делаваров.

## Транспорт
Через город проходит ж/д линия Northeast Corridor, обслуживающая Северо-восточный мегаполис (Босваш). Платформа Метачен расположена на расстоянии 43 км (27 миль) к юго-западу от Пенсильванского вокзала Манхэттена.
Вблизи границ города проходят три крупные автомагистрали: Нью-Джерси Тёрнпайк (I-95), I-287 и Гарден Стейт Парквэй.

## Религия
Город является центром Метаченской епархии Римско-Католической церкви. Кроме католического собора, в городе находятся несколько протестантских церквей и синагога.

## Известные люди
В Метачене родился известный иллюзионист Дэвид Копперфилд.